# جيرار بلان
جيرار بلان (بالفرنسية: Gérard Blanc)‏ (و. 1947 – 2009 م) هو مغني، وملحن، وممثل من فرنسا. ولد في باريس.
توفي في باريس، عن عمر يناهز 62 عاماً.

## وصلات خارجية
- جيرار بلان على موقع IMDb (الإنجليزية)
- جيرار بلان على موقع ميوزك برينز (الإنجليزية)
- جيرار بلان على موقع ديسكوغز (الإنجليزية)
- جيرار بلان على موقع قاعدة بيانات الفيلم (الإنجليزية)